# Pride (альбом Arena)
Pride — другий студійний альбом англійського гурту Arena, який вийшов 1996 року.

## Композиції
1. Welcome to the Cage…. — 4:14
2. Crying for Help V — 2:33
3. Empire of a Thousand Days — 9:34
4. Crying for Help VI — 2:53
5. Medusa — 4:28
6. Crying for Help VII — 3:04
7. Fool's Gold — 9:37
8. Crying for Help VIII — 5:12
9. Sirens — 13:42

## Склад
- Клайв Нолан — клавіші
- Мік Пойнтер — барабани
- Пол Райтсон — вокал
- Кейт Мор — гітара
- Джон Джовітт — басс